# Gruchet-le-Valasse
Gruchet-le-Valasse là một xã thuộc tỉnh Seine-Maritime trong vùng Normandie miền bắc nước Pháp.

## Huy hiệu
| Arms of Gruchet-le-Valasse | The arms of Gruchet-le-Valasse are blazoned: Gules, 3 leopards Or dimidiated with Or, a double-headed eagle crowned azure. |

## Dân số
| Năm | 1962 | 1968 | 1975 | 1982 | 1990 | 1999 | 2006 |
| --- | ---- | ---- | ---- | ---- | ---- | ---- | ---- |
| Dân số | 1807 | 1855 | 1819 | 2317 | 2787 | 2682 | 2623 |
| From the year 1962 on: No double counting—residents of multiple communes (e.g. students and military personnel) are counted only once. |      |      |      |      |      |      |      |